# IC 2364
IC 2364 је двојна звијезда у сазвјежђу Рак која се налази на листи објеката дубоког неба у Индекс каталогу.
Деклинација објекта је + 19° 45' 33" а ректасцензија 8h 25m 51,5s.